# Yngve Rudberg
Yngve Rudberg, född 7 september 1887 i Björsäter, död 12 mars 1978 i Uppsala, var en svensk biskop. Han var son till kyrkoherden i Björsäter i Västergötland, August Rudberg och Helena Odström samt bror till Gunnar Rudberg.
Han var kyrkoadjunkt i Skövde 1914–1919 och komminister i Vänersborg 1919–1936. Han blev 1936 direktor för Fjellstedtska skolan i Uppsala och 1944 (tillträdde 1945) domprost i Skara. År 1951 blev han biskop i Skara stift.
Yngve Rudberg var gift från 1917 till sin död med Margit Hemberg (1895–1987), dotter till kontraktsprosten Johan Hemberg och Signe Hedenius. Han var far till filologen Stig Rudberg, amiralen Per Rudberg och författaren Birgitta Rudberg.